# Équipe d'Irlande du Nord de football à la Coupe du monde 1958
Vous lisez un « article de qualité » labellisé en 2022.
Le parcours de l'équipe d'Irlande du Nord de football à la Coupe du monde de 1958, organisée en Suède du 8 au 29 juin, occupe une place importante dans l'histoire du football nord-irlandais. Il s'agit de sa première participation à une Coupe du monde et son bilan final reste inégalé depuis.
Alors qu'elle est une des plus anciennes équipes nationales de football, l'équipe d'Irlande du Nord est en 1957-1958 une nouvelle venue dans le monde du football international car c'est la première fois qu'elle participe aux qualifications à la Coupe du monde. Jusqu'alors, son activité internationale se limitait à des matchs contre des équipes britanniques et à d'occasionnels matchs internationaux amicaux. Après s'être qualifiée à la surprise générale en éliminant le Portugal et l'Italie, l'équipe voit sa préparation pour la compétition troublée par plusieurs évènements. Le premier est l'accident aérien de Munich le 6 février 1958, qui décime l'équipe de Manchester United où exerçaient deux joueurs essentiels de l'équipe nationale nord-irlandaise : Jackie Blanchflower, qui est obligé d'arrêter la pratique du football de haut niveau, et Harry Gregg, profondément marqué physiquement et psychologiquement. Ensuite, une longue querelle se déclenche au sein de la nation nord-irlandaise sur la pratique du football le dimanche, ce qui semble compromettre la participation de l'équipe à la Coupe du monde.
L'Irlande du Nord, dirigée par Peter Doherty et emmenée par des individualités marquantes comme Harry Gregg, Danny Blanchflower, Billy Bingham et Peter McParland, s'extrait néanmoins du premier tour en éliminant l'Argentine et la Tchécoslovaquie et se qualifie pour les quarts de finale où elle perd finalement contre la France.
L'équipe qui dispute cette compétition reste, aux yeux des Irlandais du Nord, la meilleure équipe de l'histoire du pays.

## Un contexte particulier

### Une dimension politique
Depuis 1920, l'île d'Irlande est coupée en deux entités politiques distinctes avec d'une part l'État d'Irlande, qui a obtenu son indépendance, et d'autre part l'Irlande du Nord, nation constitutive du Royaume-Uni. Alors que certains sports ne changent rien à leur organisation et maintiennent un schéma administratif sur l'ensemble de l'île d'Irlande, comme le rugby à XV ou les sports gaéliques, cette partition va occasionner de profonds changements pour d'autres sports.
En effet, deux fédérations s'opposent pour organiser le football sur l'ensemble de l'île malgré la création de la frontière officielle séparant les deux pays. Au nord, l'Association irlandaise de football (IFA) réglemente le football depuis le XIXe siècle ; au sud la fédération d'Irlande de football (FAI) est créée en 1921. Cette nouvelle fédération organise rapidement un championnat, le championnat d'Irlande de football, et crée une équipe nationale, l'équipe d'Irlande de football. En 1923, la FAI est reconnue par la Fédération internationale de football association (FIFA) comme étant l’organe gouvernant le football pour l’État libre d'Irlande à la condition qu’elle prenne le nom de « fédération de l'État libre d'Irlande » (« Football Association of the Irish Free State »), ce qu’elle fait.
Au même moment, l'IFA continue à organiser son équipe nationale sur une base toute-Irlande en sélectionnant régulièrement des joueurs de l’État libre d'Irlande,. Pendant cette période, la réciproque existe aussi : quelques rares joueurs nord-irlandais comme Harry Chatton jouent pour l’État d’Irlande. En 1936, la FAI qui jusque-là sélectionnait principalement des joueurs en fonction de leur appartenance à l’État libre d'Irlande, reprend la même politique que son voisin du Nord et sélectionne aussi ses joueurs sur une base toute-Irlande. À partir de cette date, 39 joueurs au total vont jouer pour les deux équipes. Les deux équipes nationales portent par ailleurs le même nom, « Équipe d'Irlande », ce qui rend la situation encore plus complexe.
Entre 1928 et 1946, l'IFA, comme les autres nations britanniques, n’est pas affiliée à la FIFA. Les deux « Irlande » peuvent donc cohabiter sans jamais se rencontrer puisqu'elles ne participent pas aux mêmes compétitions.
Mais tout change à partir de 1946. Alors que le football international reprend à peine son activité, la séparation de l'IFA (Irlande du Nord) et la FAI (État d'Irlande) revient sur le devant de l'actualité par le seul fait que l'équipe d'Angleterre de football doive rencontrer les deux équipes en match amical en moins d'une semaine. La fédération anglaise demande alors aux deux fédérations irlandaises de ne sélectionner que des joueurs de leur juridiction citant la règle en vigueur auprès de la FIFA.
La fédération nord-irlandaise, en même temps que les autres nations britanniques, rejoint la FIFA en 1948 dans le but de participer à la Coupe du monde. Le British Home Championship 1949-1950 sert de groupe de qualification. L'Irlande du Nord accueille ainsi le premier match qualificatif pour une Coupe du monde d'une équipe britannique. Ce match joué à Belfast contre l'Écosse se solde par une défaite 8 à 2. L'équipe d'Irlande finit la compétition à la dernière place avec seulement un point obtenu au pays de Galles. Au cours de ce match disputé à Wrexham, l'IFA se présente pour la dernière fois avec une équipe sélectionnée sur une base toute-Irlande. Cette équipe aligne quatre joueurs nés dans l’entre-deux-guerres dans l’État libre d'Irlande : Tom Aherne, Reg Ryan, Davy Walsh et le capitaine Con Martin. Ces quatre joueurs ont tous déjà joué pour l’équipe d’Irlande de football lors des qualifications à la Coupe du monde. Cela signifie qu’ils ont joué pour deux fédérations différentes lors de la même épreuve de la FIFA.
La FAI prend des mesures pour empêcher des joueurs nés sur le territoire national d'Irlande de jouer dans l’équipe de l'IFA. Tous les joueurs nés dans la République et jouant dans les championnats britanniques sont pressés de signer un engagement stipulant qu’ils ne rejoindraient plus l’Irlande du Nord s'ils étaient sélectionnés. Johnny Carey est le dernier à signer l’engagement en avril 1950. La règle 35(b) de la FAI prévoit dans le même temps que tous les joueurs participant au championnat irlandais doivent signer le même engagement avant toute validation de transfert vers un championnat étranger.
En réponse, l'IFA dépose une plainte à la FIFA contre cette règle. L'organisme régissant le football au niveau international répond que la règle est contraire aux lois du football, mais dans le même temps énonce que l'IFA n’a pas le droit de sélectionner des « citoyens de la république d’Irlande ». Une exception est faite pour les matchs du British Home Championship à cause d’un accord de l'International Football Association Board de 1923 qui réglemente les interventions de la FIFA dans les relations entre les Nations britanniques,. Toutefois cette exception ne doit être valable que « si la FAI n’y voyait pas d’objection » ; celle-ci n'a jamais donné son aval.
L'IFA et la FAI continuent toutes les deux à jouer sous l’appellation « équipe d'Irlande ». Au congrès de la FIFA de 1953, la règle 3 de la FIFA est amendée de sorte qu’une équipe nationale doit utiliser un titre reconnu politiquement et géographiquement d’un pays ou d’un territoire. La FAI use alors de la règle 3 pour réclamer le droit d’utiliser le mot « Irlande »,, mais la FIFA décide par la suite qu’aucune équipe ne pourrait être dénommée « Irlande », décrétant que l'équipe de la FAI était officiellement désignée comme l'« équipe nationale de football de la république d'Irlande » et que celle de l'IFA était l'« équipe nationale de football d’Irlande du Nord »,.
L’IFA obtient en 1954 l'autorisation de la FIFA, en vertu de l'accord de 1923, d'utiliser le terme d'Irlande pour les matchs internationaux joués à domicile,. Cette pratique, le plus souvent réservée aux matchs du British Home Championship, n'est interrompue qu'à la fin des années 1970.

### Une nouvelle équipe
L'équipe d'Irlande du Nord de football constitue en 1957, date d'inscription aux qualifications à la Coupe du monde de 1958 en Suède, un certain paradoxe. Il s'agit d'une des plus anciennes équipe nationale par sa date de création. Son premier match officiel, sous l'intitulé d'équipe d'Irlande (représentant la totalité de l'île) s'est joué le 18 février 1882. Son affiliation à la FIFA s'est faite en 1911. Son activité internationale dans l'entre-deux-guerres se limite quasiment aux seuls matchs entre équipes britanniques au sein du British Home Championship.
Au moment du tirage au sort des éliminatoires de la Coupe du monde 1958, l'équipe d'Irlande du Nord fait partie des moins attendues. Son inexpérience au niveau international en fait une inconnue pour les autres équipes. En dehors des rencontres du British Home Championship, les Nord-Irlandais n'ont quasiment pas joué de matchs internationaux : après la partition de l'Irlande, les Ulstermen n'ont rencontré que des équipes britanniques à l'exception de la Norvège en mai 1922, l'Afrique du Sud en septembre 1924 et la France en février 1928 puis, après la Seconde Guerre mondiale, et donc après leur adhésion à la FIFA, en 1951 et 1952,.

## Les qualifications à la Coupe du monde
Le tirage au sort des qualifications à la Coupe du monde 1958 se déroule le vendredi 27 avril 1956. Cette édition de la Coupe du monde propose une évolution importante pour les équipes britanniques. Alors que le British Home Championship faisait office de tournoi qualificatif en 1950 et en 1954, les équipes britanniques rejoignent les autres nations européennes au tirage au sort des qualifications de cette Coupe du monde à la suite de leur adhésion à la FIFA en 1950. L'ancienne formule garantissait la présence de deux équipes britanniques à la Coupe du monde. La nouvelle fait des sélections britanniques des équipes comme les autres au moment même où l'idée prévalente est encore « British is best ».
Ce tirage au sort n'attire que très peu l'attention de la presse nord-irlandaise. Ce désintérêt semble être le reflet du peu d'espoir placé par les Nord-Irlandais dans la qualification de leur équipe nationale. L'attaquant Billy Bingham se rappelle à ce propos que « la presse disait que c'était un groupe difficile et que la qualification serait difficile. Bien sûr, c'était un challenge pour nous — vous jouez contre de meilleurs joueurs, de meilleures équipes, des équipes qui étaient allées loin dans de nombreuses compétitions ».
Il est vrai que sur le papier, l'espoir de qualification est restreint. L'Irlande du Nord est la plus petite des cinquante-trois nations engagées dans ces qualifications,. Leurs deux adversaires sont très difficiles à jouer. L'Italie est double championne du monde en 1934 et 1938 et n'a jamais raté une seule édition de la Coupe du monde depuis 1934. Les récents résultats du Portugal indiquent qu'ils ne seront pas faciles à battre : ils ont battu l'Espagne, fait match nul 2-2 contre la Hongrie et perdu seulement 1-0 contre le Brésil,. Le Portugal voit arriver une nouvelle génération de joueurs comme Mário Coluna qui allait s'illustrer dans la décennie suivante. De son côté, l'Irlande du Nord n'a pas remporté le British Home Championship depuis 1914 et est habituée aux dernières places.
La route vers la Suède débute à Lisbonne le 16 janvier 1957. Peter Doherty y emmène uniquement 12 joueurs. Apprenant que l'organisation lisboète a prévu de jouer l'Amhrán na bhFiann, hymne de l'Irlande, la délégation nord-irlandaise alertée réussit à faire en sorte que cela soit bien l'hymne britannique, God Save the Queen, qui soit joué. Pour l'organisation du match, la fédération portugaise fait une concession à la fédération nord-irlandaise en déplaçant le match. Prévu à l'origine pour le dimanche après-midi, le match est déplacé au samedi soir face à l'opposition nord-irlandaise de jouer le dimanche. Il s'agit ainsi du premier match de l'équipe du Portugal joué sur son sol avec un éclairage artificiel.
Le match commence sous les meilleurs auspices pour les Irlandais. Dès la 4e minute, Billy Bingham marque sur un corner tiré par McParland après une reprise contrée de McIlroy. Les Portugais reviennent rapidement dans le match en marquant eux aussi sur corner par Vasques. Les Irlandais dominent la deuxième mi-temps, monopolisant la balle et obligeant le gardien de but adverse Carlos Gomes à multiplier les arrêts. Ses coéquipiers n'ont plus d'autre solution que l'intimidation pour faire déjouer les hommes de Doherty, l'arbitre français, Marcel Lequesne, fermant les yeux sur les brutalités portugaises. Le match se termine sur un score de parité 1-1, mais les Nord-Irlandais se considèrent comme les vainqueurs moraux de la partie.
| Sélectionneur :  |
| Tavares da Silva |

| Sélectionneur : |
| Peter Doherty   |

| Sélectionneur :  |
| Tavares da Silva |

| Sélectionneur : |
| Peter Doherty   |

La deuxième rencontre se déroule à Rome le 25 avril 1957 au Stadio Olimpico devant 70 000 spectateurs. Les Nord-Irlandais encaissent très rapidement un but de Sergio Cervato. Le reste de la rencontre voit l'équipe nord-irlandaise faire le siège des buts italiens pour tenter de revenir au score. Trois de leurs tirs heurtent les poteaux lors des 10 dernières minutes. Le Glasgow Herald parle d'« équipe la plus malchanceuse ». Au bout de deux rencontres, un match nul et une défaite, la qualification semble déjà hors de portée. Cette rencontre permet aux deux catholiques de l'équipe, Peter McParland et Gerry Morgan, un membre de la délégation, de faire un bref pèlerinage au Vatican.
| Sélectionneur : |
| Alfredo Foni    |

| Sélectionneur : |
| Peter Doherty   |

| Sélectionneur : |
| Alfredo Foni    |

| Sélectionneur : |
| Peter Doherty   |

Une semaine après Rome, les Nord-Irlandais reçoivent les Portugais à Belfast. La rencontre se déroule le mercredi 1er mai 1957 à Windsor Park devant 32 000 spectateurs. Alors que les Portugais sont arrivés sur place une semaine avant la rencontre, les Nord-Irlandais, de leur côté, jouent encore dans leur championnat national. Cela s'explique par le fait que la fédération anglaise de football, alors organisatrice du championnat anglais, a exempté les joueurs anglais de matchs en club lors des rassemblements de l'équipe nationale, mais que cet accord ne concerne pas les Nord-Irlandais. L'équipe de Doherty doit même se passer de Jackie Blanchflower et de McParland, retenus par leur club pour une rencontre de Cup deux jours après la rencontre internationale.
La rencontre commence sous les meilleurs auspices pour les locaux. Les Nord-Irlandais sont plus vifs, plus rapides et plus tranchants que les Portugais. Tommy Casey marque le premier but à la 22e minute sur un coup franc après une faute portugaise sur Jimmy McIlroy. De leur côté, les défenseurs locaux se montrent intraitables. La domination nord-irlandaise demeure stérile jusqu'à la pause. La deuxième mi-temps commence comme la première avec une domination sans partage des locaux. Mais il faut attendre la 60e minute pour voir les hommes de Doherty doubler la mise sur un centre de Cunningham repris de la tête par l'avant-centre des Rangers Billy Simpson. L'Irlande du Nord maintient ensuite sa domination, appliquant en cela les préceptes de son entraîneur, adepte d'un football d'attaque, et marque 10 minutes plus tard son troisième but sur penalty à la 70e minute. Ce penalty a cependant failli être un fiasco : Jimmy McIlroy s'avance pour tirer mais ne le fait pas ; du moins, il ne tire pas le ballon au but mais latéralement vers son capitaine Blanchflower. Cependant, l'arbitre considère que celui-ci a empiété sur la surface de réparation avant que McIlroy ne touche le ballon : bien que le tir de Blanchflower trouve le fond des filets, le coup de pied de réparation doit alors être retiré. McIlroy se présente une deuxième fois devant le ballon et marque le but de la victoire.
| Sélectionneur : |
| Peter Doherty   |

| Sélectionneur :  |
| Tavares da Silva |

| Sélectionneur : |
| Peter Doherty   |

| Sélectionneur :  |
| Tavares da Silva |

Le dernier match de qualification est programmé pour le 4 décembre 1957 à Belfast. Dans les heures précédant la rencontre, rien ne se déroule comme prévu. L'arbitre hongrois nommé par la FIFA est bloqué à l'aéroport d'Heathrow de Londres par un important brouillard. Se trouvant dans l’impossibilité de trouver un arbitre labellisé FIFA pour le remplacer, les deux équipes s'accordent pour transformer la rencontre en match amical et la FIFA valide le report de la rencontre de qualification pour le 15 janvier 1958. Cette rencontre reste dans les souvenirs comme une rencontre ultra-violente dont les participants se souviennent sous le nom de « Bataille de Windsor »,.
Depuis le 22 décembre 1957 et sa victoire 3 à 0 sur le Portugal, l'Italie est en ballottage très favorable car un match nul lui suffit pour se qualifier pour la Coupe du monde. L'Irlande du Nord, de son côté, doit impérativement l'emporter pour se qualifier.
Pour ce match décisif, les Nord-Irlandais sont privés d'un élément majeur : leur gardien de but Harry Gregg qui, récemment recruté par Manchester United, joue le mardi précédent une rencontre de Coupe d'Europe des clubs champions contre l'Étoile rouge de Belgrade. Incapable de rejoindre Belfast à temps pour le match, il est remplacé par Norman Uprichard. Du côté italien, le sélectionneur Alfredo Foni arrive très confiant et met en place une équipe très combative avec cinq joueurs à vocation offensive, mais il perd son meneur de jeu Guido Gratton victime de fortes fièvres à cause d'une rage de dents. La fédération italienne opère alors la naturalisation express du Brésilien Dino Da Costa.
Les Nord-Irlandais commencent le match très fort en marquant à deux reprises lors de la première demi-heure, d'abord grâce à Jimmy McIlroy qui ouvre le score dès la 14e minute puis grâce à Wilbur Cush qui double la mise à la 28e minute. À la 56e minute, Dino Da Costa réduit le score à la suite d'une erreur de main du gardien nord-irlandais. L'exclusion de Alcides Ghiggia à la 68e minute sonne le glas des espoirs de qualification des Italiens.
| Sélectionneur : |
| Peter Doherty   |

| Sélectionneur : |
| Alfredo Foni    |

| Sélectionneur : |
| Peter Doherty   |

| Sélectionneur : |
| Alfredo Foni    |

| Rang | Équipe          | Pts | J | G | N | P | Bp | Bc | Diff |  | Résultats (▼ dom., ► ext.) |     |     |     |
| ---- | --------------- | --- | - | - | - | - | -- | -- | ---- |  | -------------------------- | --- | --- | --- |
| 1    | Irlande du Nord | 5   | 4 | 2 | 1 | 1 | 6  | 3  | +3   |  | Irlande du Nord            |     | 2-1 | 3-0 |
| 2    | Italie          | 4   | 4 | 2 | 0 | 2 | 5  | 5  | 0    |  | Italie                     | 1-0 |     | 3-0 |
| 3    | Portugal        | 3   | 4 | 1 | 1 | 2 | 4  | 7  | -3   |  | Portugal                   | 1-1 | 3-0 |     |

L'Irlande du Nord remporte le groupe 8, première de sa poule éliminatoire devant l'Italie et le Portugal, créant la surprise en écartant du mondial l’Italie. Elle se qualifie pour la phase finale de la Coupe du monde pour la première fois de son histoire. C'est la seule et unique fois dans l'histoire de la Coupe du monde de football que les quatre nations constitutives du Royaume-Uni de Grande-Bretagne et d'Irlande du Nord sont toutes qualifiées pour le même tournoi.

## Joueurs et encadrement
Peu après la qualification contre l'Italie en janvier, deux des meilleurs joueurs de l'équipe sont victimes de l'accident aérien de Munich. Harry Gregg et Jackie Blanchflower se trouvent en effet dans l'avion transportant Manchester United au retour d'un quart de finale de Coupe d'Europe à Belgrade : l'avion s'écrase au décollage et cet accident fait de nombreux morts. Gregg, l'un des rescapés, sauve alors plusieurs de ses coéquipiers et devient un héros aux yeux du public, tandis que Jackie Blanchflower est grièvement blessé et doit rester à l'hôpital jusqu'à la mi-mars. Ce dernier est donc déclaré indisponible pour le match de British Home Championship et perd du même coup sa place dans l'équipe en vue de la Coupe du monde. Il n'a finalement plus jamais rejoué au football.

### Sélectionneur

Schéma tactique de l'équipe de Doherty.

Peter Doherty est au centre du développement et de l'affermissement de l'équipe d'Irlande du Nord de football. Il est nommé entraîneur de l'équipe nationale le 27 septembre 1951. Jusqu'alors — donc depuis 1882 —, l'équipe n'avait jamais eu d'entraîneur, et la sélection était dirigée par un comité de sélection (l’Irish Football Association's Selection Commitee). Doherty est donc le premier sélectionneur de l'histoire du football nord-irlandais.
Peter Doherty naît le 6 juin 1913 à Magherafelt dans le Comté de Londonderry. Il joue dans différents clubs nord-irlandais avant de rejoindre le championnat anglais en 1933 puis Manchester City, club pour lequel il joue entre 1936 et 1945. Son impact sur le football britannique est suffisamment important pour qu'il soit intronisé au English Football Hall of Fame dès sa création en 2002. Doherty est un inter-gauche, un attaquant de soutien, très habile balle au pied, doué à la passe et doté d'une frappe très puissante.
Quand Peter Doherty est appelé par l'IFA, il est l'entraîneur-joueur des Doncaster Rovers depuis deux saisons et termine à peine sa carrière de joueur professionnel. Il accepte ce nouveau poste mais reste en fonction à Doncaster jusqu'au terme de la saison 1958. Quand il prend en main la sélection nord-irlandaise, rien n'est véritablement organisé. La préparation de l'équipe se limite au minimum : un rassemblement des joueurs quelques jours avant le match et quelques entraînements seulement. Pas de travail de fond, pas de pensée commune autour d'un travail technique ou tactique. Doherty va changer tout cela. Il choisit de faire jouer l'Irlande du Nord selon le schéma du W-M. Meneur d'homme hors pair, il transforme un ensemble de joueurs souvent brillants en une équipe où la solidarité et le combat collectif sont devenus essentiels.
Peter Doherty est secondé dans son travail au quotidien par Gerry Morgan, ancien international nord-irlandais des années 1920, qui s'occupe principalement de l'organisation des entraînements,.

### Titulaires

#### Capitaine

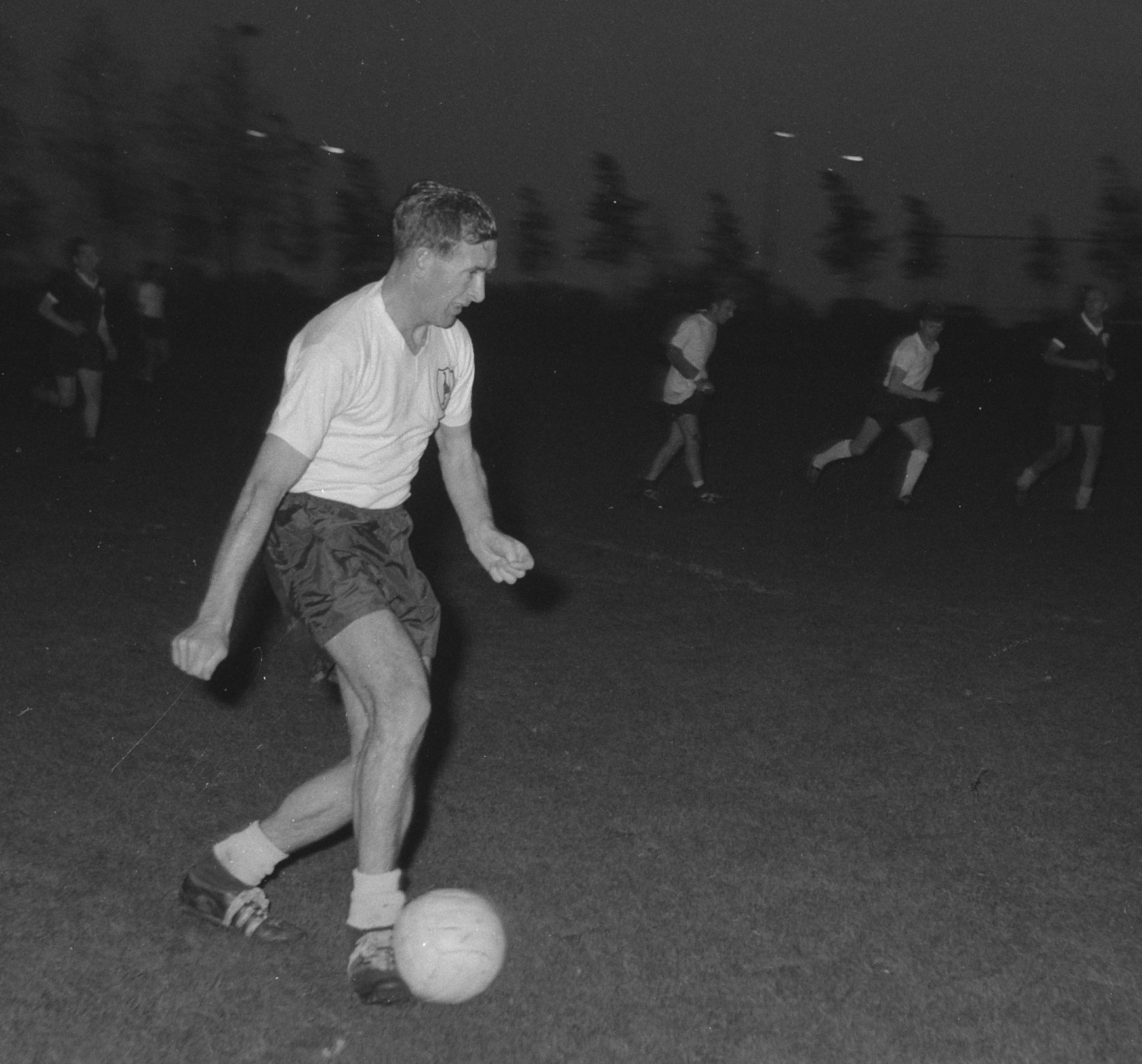
Blanchflower sous le maillot de Tottenham en 1961.

L'équipe d'Irlande du Nord est construite par Peter Doherty autour de Danny Blanchflower, qui en est le capitaine. Le joueur de Tottenham Hotspur est le milieu de terrain lige de l'équipe, le catalyseur des forces de l'équipe et le principal relais de Doherty sur le terrain. Son coéquipier Peter McParland parle de lui en ces termes : « C'était un grand capitaine, non seulement pour l'Irlande mais aussi pour Tottenham. J'ai joué avec lui à Villa où il m'a été d'une aide précieuse. La première fois que j'ai joué, j'avais 19 ans et il m'a dit : « Si tu as des problèmes, lève les yeux, je serai là — mets-toi cela dans la tête, je suis prêt à t'aider. » ». Harry Gregg considère que Doherty et Blanchflower étaient faits pour travailler ensemble. Blanchflower est partisan de l'étude des styles de football continentaux et prône une plus grande flexibilité de styles de jeu que celui alors pratiqué dans les championnats britanniques. Il rejoint en cela son entraîneur. Mais c'est bien Bertie Peacock qui dresse le portrait le plus précis de son entraîneur et de son capitaine comme duo : « Peter et Danny ne nous faisaient pas courir dans les dunes, il n'y avait que le football. Ils étaient tous les deux en avance sur leur temps, tout ce qu'ils faisaient était basé sur la méthode, le jeu, passer le ballon avec intention plutôt que pour son propre intérêt. L'essentiel était que, lorsqu'ils demandaient aux joueurs de faire quelque chose, nous puissions comprendre comment et pourquoi nous allions le faire ».

#### Gardien et défenseurs
Harry Gregg est le gardien titulaire de l'équipe d'Irlande du Nord. Le natif de Tobermore dans le comté de Londonderry a commencé sa carrière professionnelle aux Doncaster Rovers et a donc été recruté par Doherty. Au début de la saison, il rejoint Manchester United pour ce qui est alors le record mondial pour un transfert de gardien de but : 23 500 £. Il est l'un des héros du crash aérien qui décime l'équipe de Manchester : alors qu'il échappe à la mort lors du crash, il retourne dans la carlingue en flammes pour en extirper de nombreux coéquipiers dont Bobby Charlton, Jackie Blanchflower et Dennis Viollet, ainsi que Vera Lukic, femme enceinte d'un diplomate yougoslave, sa fille et enfin Matt Busby, l'entraîneur de l'équipe. Harry Gregg reste marqué par l'accident. Il souffre de graves problèmes de sommeil avec de longues périodes d'insomnies et des crises d'anxiété. Pendant toute la durée de la compétition, il partage sa chambre avec l’entraîneur Gerry Morgan, à la fois pour ne pas perturber le sommeil d'un de ses coéquipiers mais aussi pour avoir le plus possible la présence d'un homme d'expérience à ses côtés en cas de besoin.
Les deux postes de défenseurs sont tenus alternativement par trois joueurs, Willie Cunningham de Leicester City, Alf McMichael et Dick Keith, tous deux de Newcastle United. Cummingham est le premier choix au poste d'arrière central droit depuis 1951. Mais le forfait de Jackie Blanchflower, à la suite de ses blessures dues au crash de Munich, en font son remplaçant régulier au milieu de terrain. Ce même forfait arrange Keith, qui voit son temps de jeu augmenter en équipe nationale. McMichael est celui qui apparaît le plus souvent sur le côté droit de la défense. Les deux compères de Newcastle s'entendent à merveille et font profiter l'équipe nationale des automatismes créés à l'arrière de la défense de leur club.

#### Milieux de terrain
Le milieu de terrain de l'équipe d'Irlande du Nord est composé de trois joueurs. Outre l'inamovible capitaine Danny Blanchflower il est composé alternativement de Wilbur Cush de Leeds United, Bertie Peacock du Celtic et de Tommy Casey de Newcastle United.
Bertie Peacock est une autre cheville ouvrière de l'équipe. Surnommé « la petite fourmi » (Little ant) pour souligner son activité incessante, il est le pendant du style plus mesuré de Blanchflower.

#### Attaquants
Comme nombre d'autres équipes à la même époque, l'Irlande du Nord joue avec cinq attaquants. Doherty organise son attaque à partir de l'avant-centre. Après avoir essayé plusieurs joueurs comme Billy McAdams ou Jimmy Jones, le meilleur buteur de l'histoire du championnat nord-irlandais, il se fixe sur Billy Simpson des Rangers, l'archétype de l'avant-centre britannique à l'ancienne, dur au mal et fort de la tête. Son remplaçant au centre de l'attaque est le très jeune (20 ans) Derek Dougan, de Portsmouth, qui n'a toujours pas connu sa première cape.
Les autres titulaires de l'attaque sont, sur le côté droit, Billy Bingham, le flamboyant et virevoltant ailier droit de Sunderland, et Jimmy McIlroy de Burnley, réputé être un footballeur intelligent qui sait lire le jeu, rester concentré sur son jeu, et qui est méticuleux ; et sur le côté gauche Peter McParland d'Aston Villa. Doherty aime particulièrement la combativité et la capacité à revenir vers l'intérieur pour marquer de ce dernier. Le poste d'inter-gauche est occupé le plus souvent par Wilbur Cush. C'est un joueur de petite taille qui a l'habitude de jouer ailier mais, en équipe nationale, il est souvent replacé au milieu où il compense sa petite taille par une grande détermination et des tacles de fer. Son habitude à jouer sur l'aile gauche lui permet aussi de se projeter très facilement vers l'attaque.

### Effectif
Le 29 avril 1958, la fédération nord-irlandaise annonce une liste de 16 joueurs sélectionnés pour participer à la Coupe du monde. Les règlements de la FIFA permettent la sélection de 22 joueurs, mais les ressources disponibles en Irlande du Nord sont si limitées qu'un certain nombre de places ne sont pas pourvues. La FIFA avait même demandé auparavant aux fédérations qualifiées une liste préalable de 40 joueurs, requête reçue avec incrédulité par les autorités de Belfast. L'IFA rajoute ensuite Fay Coyle à la liste, la portant ainsi à 17.
Cinq autres joueurs sont associés à l'équipe et dûment enregistrés auprès de la FIFA. Mais ces cinq joueurs restent à Belfast et ne se déplaceront vers la Suède qu'en cas de forfait d'un des joueurs présents sur le lieu de la compétition.
Pendant la Coupe du monde, aucun changement n'est possible en cours de match, y compris en cas de blessure. Ce n'est qu'après la fin de cette édition de la Coupe du monde que les règles changent et autorisent les remplacements de joueurs blessés.

## On ne joue pas au football le dimanche!
La qualification permet à la fédération nord-irlandaise de se plonger dans l'organisation du voyage vers la Suède et de se projeter concrètement vers la compétition. La publication par la FIFA du calendrier des matchs attire tout de suite l'attention de l'Association irlandaise de football (IFA) car plusieurs matchs doivent se jouer un dimanche, dont le premier match des Nord-Irlandais contre la Tchécoslovaquie. Or, en Irlande du Nord, nation de tradition majoritairement protestante, la pratique d'une activité physique est totalement interdite le dimanche. Le découragement de la pratique de loisirs et donc de la pratique sportive le dimanche, le sabbat chrétien, est une caractéristique du sabbatarianisme puritain du XVIIe siècle. C'est entre autres ce qui a influencé la loi (le Sunday Observance Act 1695) sur l'observation du dimanche adoptée par le Parlement irlandais, qui rend illégale la participation aux sports. Pendant des décennies après sa fondation en 1880, l'IFA exerce une influence beaucoup plus forte autour de la ville industrielle de Belfast, forte d'une multitude de clubs composés d'ouvriers protestants. Si l'interdiction du football le dimanche par l'IFA est strictement appliquée afin qu'aucun club affilié ne puisse jouer au football en Irlande du Nord ce jour-là, la question se pose aussi pour les équipes nationales, l'équipe d'Irlande de football puis à partir de 1950, l'équipe d'Irlande du Nord de football. Parmi les joueurs, Harry Gregg est le plus affecté par le fait d'enfreindre la règle. À l'opposé, McParland, de confession catholique, est en première ligne pour dénoncer la règle et rappeler que la totalité des joueurs jouent déjà régulièrement avec leurs clubs en Angleterre, soit pour les play-offs de fin d'année, soit en coupe d'Europe.
Dès la nouvelle de la date du premier match connue, les différentes autorités d'Irlande du Nord réagissent. Certaines demandent la modification des règles de la fédération pour permettre à l'équipe de jouer, d'autres, comme l’Irish Churches League, une fédération locale qui regroupe 66 clubs, s'élèvent très fermement contre tout changement des règles. Il en va de même pour les autorités religieuses du synode de l'Église méthodiste de Belfast. Les joueurs, eux, défendent leur qualification. Dès le 15 janvier 1958, Jimmy McIlroy interpelle son sélectionneur en ces termes : « Tous ces efforts sont-ils destinés à être vains ? Nous sommes-nous qualifiés pour la Coupe du monde simplement pour nous retirer ? ». L'administration de l'IFA est partagée. Le secrétaire général de la fédération, Billy Drennan, qui est à la recherche d'un compromis, déclare : « Nous avons une règle nous interdisant de jouer le dimanche. Nous allons devoir en discuter avant de nous rendre en Suède ». Pour Sammy Walker, le président du comité de sélection de l'IFA et président de l'Irish League, l'organisme chargé de l'organisation du championnat national, c'est au contraire « à la FIFA qu'il incombe d'agir », sous-entendu de changer la date du match. Le vice-président de l'IFA, William Wilton, va dans le même sens en déclarant : « Nos règlements nous interdisent de jouer au football le dimanche et nos vœux devraient être respectés ». La règle du Never on Sundays est très fortement ancrée dans la société nord-irlandaise de 1958. Cette règle perdure jusqu'en 2008. Même le fait d'aller au cinéma le dimanche est alors décrié par les tenants de cette règle,.
La fin du mois de janvier voit donc se succéder de nombreuses réunions à Belfast pour tenter de résoudre le problème. Le 21 janvier, l'association des supporters annonce son soutien à l'envoi sans conditions de l'équipe nationale en Suède. La Belfast Minor Football League, l’Irish Alliance League et l'association des arbitres proposent une levée de l'interdiction le temps de la compétition. Le 25 janvier, les autorités du championnat d'Irlande du Nord proposent l'envoi de l'équipe nationale sans « aucune condition ». Mais, tout le monde attend la réunion du Conseil de l'IFA prévue pour le 28 janvier. Le Conseil de la fédération annonce une double politique déclarant tout d'abord valider l'envoi de l'équipe nationale en Suède et dans un second temps, propose de faire un appel à une conciliation auprès de la FIFA. L'IFA annonce aussi qu'en cas de match un dimanche lors de la compétition, la liberté de jouer sera laissée aux joueurs.
Le 8 février 1958, la FIFA organise le tirage au sort des groupes pour le premier tour de la compétition. Elle doit aussi ce jour-là décider des dates des matchs. À cette date, l'appel de la fédération nord-irlandaise n'est toujours pas débattu au sein de la FIFA. En effet, celle-ci part du principe que si l'IFA s'est inscrite aux qualifications, c'est bien parce qu'elle s'engage à suivre toutes les règles de la FIFA.
En Irlande du Nord, la campagne contre la levée de la règle sur la pratique du sport le dimanche bat son plein. Elle atteint même son paroxysme le dimanche 16 février avec une grande réunion dans l’Assembly Hall des locaux de l'Église presbytérienne à Belfast. La fédération nord-irlandaise de football y est accusée d'hypocrisie par rapport à ses propres règlements et de ne pas vouloir exclure de ses rangs les joueurs et les clubs ne respectant pas le sabbat (en).
Le compromis final est trouvé le 13 mars. Les représentants de l'IFA et ceux des différentes Églises d'Irlande du Nord publient un communiqué posant les bases du départ des joueurs nord-irlandais vers la Suède et la Coupe du monde. Cette participation exceptionnelle à une compétition où au moins un match de l'équipe nationale est joué un dimanche se fait selon une contrepartie : « aucune équipe sous la juridiction de l'IFA ne devra plus s'engager et participer à une compétition, ou jouer un match international, au cours desquels elle se trouverait engagée à jouer un dimanche ».

## La Coupe du monde

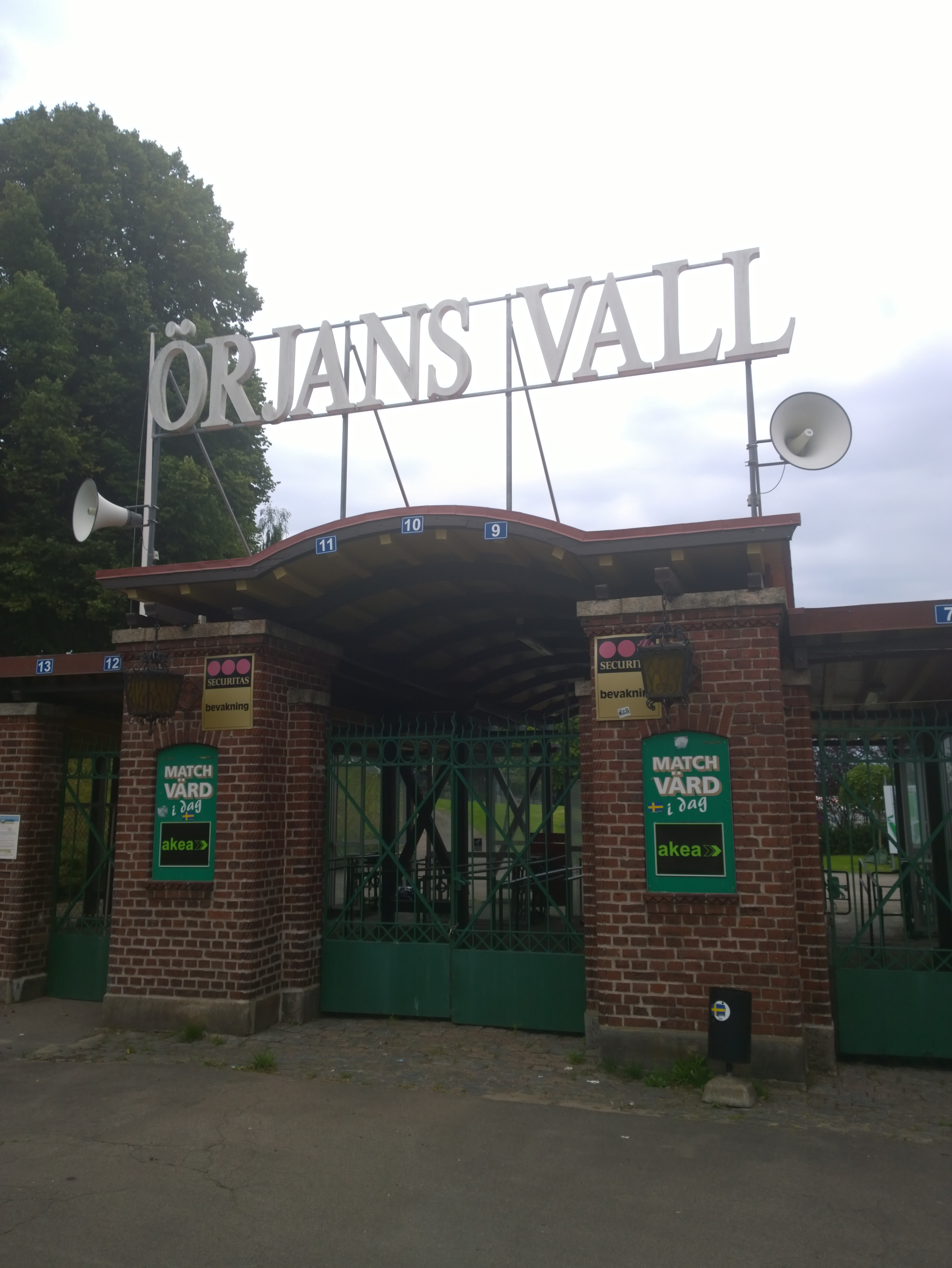
Entrée d'Örjans Vall, stade dans lequel se déroulent 2 des 3 matchs de l'Irlande du Nord au premier tour.

### Préparation et voyage
L'organisation de la préparation se structure en trois temps. Une convocation de l'équipe à Belfast et un stage de préparation de 15 jours puis un transfert vers Londres où les joueurs sont rejoints par le sélectionneur Peter Doherty avant de partir vers la Suède.
Le lundi 12 mai 1958, date officielle du début du rassemblement, tous les joueurs ne sont pas présents à Belfast. L'entraîneur Doherty est en tournée avec son nouveau club Bristol City et de façon assez surprenante, c'est le cas d'une grande partie de l'effectif. En effet, seulement six joueurs sont présents le premier jour : Blanchflower, Uprichard, Dougan, Casey, Bingham et Cush. En fait, ils sont tous sans club ce jour-là, ayant quitté le précédent et en instance de transfert vers le suivant. Harry Gregg est lui retenu par Manchester United qui dispute les demi-finales de la Coupe d'Europe contre l'AC Milan. Depuis l'accident de Manchester United, il se sent incapable de prendre de nouveau l'avion et rejoint donc la Suède par train et bateau accompagné d'un membre de la délégation nord-irlandaise. Les deux joueurs de Newcastle United, Keith et McMichael, sont avec leur équipe en tournée en Roumanie. Non seulement ils ratent le stage de Belfast, mais aussi le rendez-vous de Londres. Ils prennent un vol direct vers Göteborg et rejoignent l'équipe déjà installée en Suède. Dans les années 1950, les matchs amicaux de fin de saison et les tournées promotionnelles des clubs ont plus de valeur que la préparation d'une Coupe du monde. Il faut attendre le début du mois de juin, pour que tous les joueurs sélectionnés soient enfin rassemblés au camp de base suédois.
L'essentiel de la préparation se déroule donc sans Doherty, l'équipe étant encadrée par le comité de sélection de l'IFA et sous les ordres de l'entraîneur adjoint Gerry Morgan.
Le camp de base de l'équipe nord-irlandaise est installé à Tylösand, une petite station balnéaire à sept kilomètres à l'ouest de Halmstad où se disputent deux des trois matchs du premier tour. Le centre d'entraînement est installé dans un des centres balnéaires de la localité de la côte ouest de la Suède. Le lieu a été réservé par le secrétaire de la fédération nord-irlandaise dès le lendemain du tirage au sort des groupes. Très rapidement, les Nord-Irlandais se sentent parfaitement à l'aise dans ces lieux. Les Suédois les accueillent à bras ouverts. Un petit nombre de supporters nord-irlandais fait même le déplacement vers la Suède et participe à recréer une atmosphère très proche d'une compétition à la maison. Les habitants de Tylösand se montrent très amicaux et rencontrent régulièrement les joueurs. Un jeune garçon de 13 ans, Bengt Jonasson, présent tous les jours aux entraînements, devient rapidement la mascotte de l'équipe. Mais tout n'est pas si positif lors du séjour en Suède. Dès le premier entraînement, l'avant-centre Billy Simpson se blesse, ce qui provoque un fort ressentiment parmi les joueurs.
Les officiels rejoignent la Suède par avion le 2 juin 1958. Tout le monde loge à Tylösand mais dans trois hôtels différents ; les joueurs et le staff d'une part, les officiels dans un deuxième hôtel et la presse dans un troisième. Tout le monde mange ensemble pendant toute la durée du séjour.

### Premier tour

#### Premier match: Tchécoslovaquie

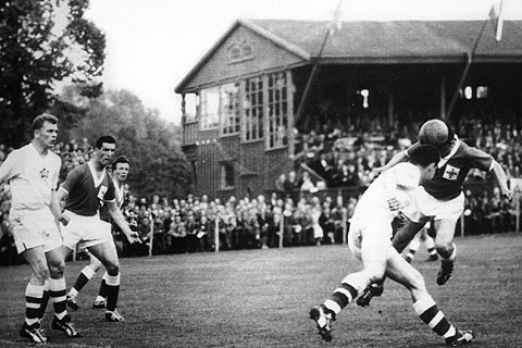
Match entre l'Irlande du Nord et la Tchécoslovaquie le 8 juin 1958.

Le premier impératif pour Doherty à son arrivée en Suède est de désigner les 11 titulaires qui vont disputer la première rencontre. La blessure de Billy Simpson, titulaire lors de trois des quatre matchs de qualification, est le principal point de réflexion. Quatre possibilités s'offrent à Doherty et aux trois membres du comité de sélection présents en Suède : titulariser Fay Coyle alors qu'il ne se trouve pas au meilleur de sa forme, donner sa première sélection au jeune Derek Dougan, déplacer Peter McParland depuis l'aile vers le centre de l'attaque et enfin avancer Tommy Casey, habituellement un milieu de terrain. Aucune de ces solutions ne se révèle idéale, mais c'est la solution Dougan qui est finalement adoptée.
Doherty et son capitaine Blanchflower, souhaitant mieux connaître leurs adversaires, font le déplacement vers le proche Danemark pour voir le dernier match de préparation des Tchécoslovaques. L'avis de Doherty sur ces adversaires est simple : « Les Tchécoslovaques sont rapides, ils ont une merveilleuse technique individuelle, mais ils peuvent être facilement perturbés ». Ses derniers mots avant le match seront : « Nous avons tout à gagner et rien à perdre. Personne ne croit en nous, mais nous avons battu l'Angleterre et l'Italie. Nous avons une équipe qui est plus unie que n'importe quelle autre équipe de la Coupe du monde ». Le plus confiant de tous est Jackie Scott, qui revient de sa tournée européenne avec Grimsby Town et avec lequel il a rencontré le Dukla Prague, qui compte dans ses rangs huit internationaux. Il déclare que « si l'Irlande du Nord n'est pas meilleure que Grimsby, il mangera son chapeau ».
Le match se déroule le dimanche 8 juin 1958 à l'Örjans Vall de Halmstad. L'arbitre du match est l'Autrichien Friedrich Seipelt.
Willie Cunningham joue au milieu du terrain pour la première fois de sa carrière. Habituel arrière droit, il doit tenir un rôle de pivot au centre du terrain. C'est Dick Keith qui devait prendre ce rôle mais, n'y donnant pas satisfaction, il conserve son poste d'arrière droit. Ces changements tactiques doivent contrebalancer l'absence de Jackie Blanchflower.
Peter Doherty applique une tactique simple : tout tenter et créer de la frustration chez des Tchécoslovaques habitués à prendre le jeu à leur compte et à conserver le ballon. Les Ulstermen doivent créer de la profondeur en laissant leurs deux pointes seules à l'avant et en faisant en sorte que les deux ailiers anticipent les montées de leurs adversaires. Bertie Peacock est chargé de surveiller Milan Dvořák, le principal danger de l'attaque tchécoslovaque.
Les premières minutes du match sont particulièrement complexes à gérer pour les hommes de Doherty. Les Tchécoslovaques se montrent dominateurs et manquent même d'ouvrir la marque dans les premières secondes de la rencontre. Après les 10 premières minutes, l'équipe prend confiance et commence à prendre le jeu à son compte. Les passes en profondeur de Blanchflower vers Cush dérangent leurs adversaires. Les Nord-Irlandais trouvent l'ouverture à la 22e minute sur corner. Après un premier renvoi tchécoslovaque, Jimmy McIlroy centre à nouveau et trouve Wilbur Cush qui marque de la tête, bien qu'il soit le plus petit joueur sur le terrain. S'ensuivent plusieurs occasions de but avant la mi-temps, d'abord pour McParland puis à deux reprises pour Derek Dougan.
La deuxième mi-temps marque une montée en puissance des Ulstermen et une sorte d'abandon progressif des Tchécoslovaques. Le milieu de terrain nord-irlandais prend totalement le dessus sur celui de ses adversaires. Mais tout s'inverse durant les cinq dernières minutes. Les Tchécoslovaques obtiennent sept coups francs consécutifs. Ceci marque le début du superbe Mondial du gardien de but Harry Gregg, qui arrête toutes les tentatives tchécoslovaques. Les Nord-Irlandais l'emportent 1 à 0 et commencent leur Coupe du monde de la meilleure des manières. Le lendemain, les presses de Belfast et de Suède louent la solidarité de l'équipe, qui est la seule de toutes les nations britanniques à avoir remporté son premier match dans la compétition. La victoire tactique de Doherty et les prouesses de Gregg et du milieu de terrain attirent toute l'attention.
| Sélectionneur : |
| Peter Doherty   |

| Sélectionneur : |
| Karel Kolský    |

| Sélectionneur : |
| Peter Doherty   |

| Sélectionneur : |
| Karel Kolský    |

#### Deuxième match: Argentine

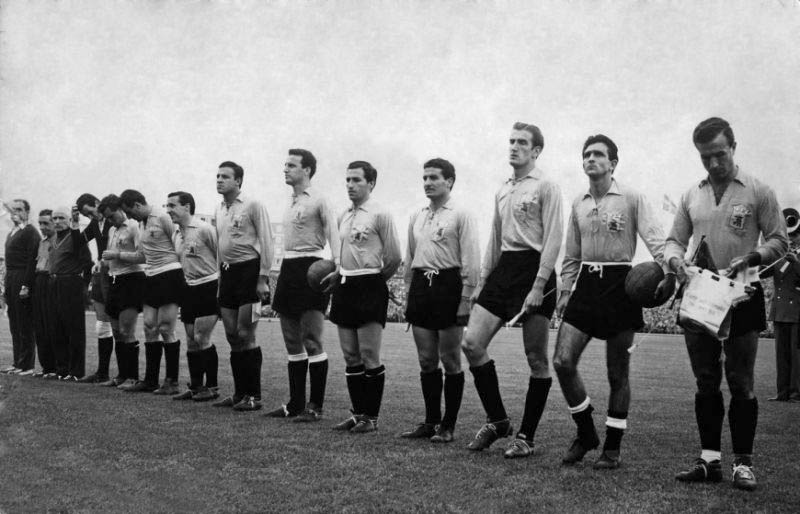
L'équipe d'Argentine contre l'Allemagne de l'Ouest au premier tour de la Coupe du monde 1958.

Trois jours après sa victoire sur la Tchécoslovaquie, l'équipe d'Irlande du Nord doit affronter les champions d'Amérique du Sud en titre, l'Argentine. Le match se déroule dans le même stade, à Halmstad. L'Argentine a perdu son premier match contre l'Allemagne de l'Ouest sur le score de 3 buts à 1.
La question du remplacement de Simpson est toujours au cœur des réflexions des sélectionneurs dans la préparation du match. La veille du match, aucune décision n'a encore été prise. Mais, la rumeur selon laquelle Dougan va être écarté commence à se propager. En effet, au matin du match, les joueurs apprennent que Fay Coyle tiendra le rôle d'avant-centre, lui qui n'a joué que trois matchs au cours de sa saison avec Nottingham Forest. Plus tard, Billy Bingham avouera avoir souhaité qu'une deuxième chance soit donnée à Derek Dougan. C'est le seul changement d'une équipe en pleine possession de ses moyens, qui a notamment vu Bingham récupérer rapidement d'un coup pris lors du premier match.
À partir du début de la compétition, il est devenu impossible pour les sélectionneurs de pouvoir analyser le jeu de ses adversaires, puisque tous les matchs ont lieu simultanément dans les différents stades du pays. Peter Doherty a donc dépêché Jackie Milburn, membre de la délégation, pour aller observer le match entre l'Argentine et l'Allemagne de l'Ouest, ses deux adversaires suivants. Le rapport de Milburn n'est guère enthousiasmant, car l'équipe d'Argentine qu'il a observée est une des plus efficaces de toute la compétition. Son joueur le plus dangereux est Néstor Rossi, qui domine le milieu de terrain. Doherty mise une nouvelle fois sur la vitesse et l'engagement des deux ailiers Peter McParland et Billy Bingham. Un des grands problèmes de l'encadrement technique nord-irlandais consiste à essayer de contrer le dispositif tactique des Argentins, qui ne pratiquent pas le W-M des équipes européennes mais l'ont transformé en un 4-2-4 particulièrement efficace puisqu'ils viennent de remporter la Copa America en écrasant ses principaux concurrents. Le seul espoir vient du fait que les quatre principaux attaquants argentins ont signé dans des clubs européens et sont donc devenus non sélectionnables pour l'équipe nationale selon les règles locales. C'est une équipe avec une ligne d'attaque nouvelle qui se présente en Suède.
Le match se déroule devant 14 174 spectateurs. Ceux-ci voient Danny Blanchflower devenir le Nord-Irlandais le plus capé de l'histoire, devançant Elisha Scott qui avait accumulé 32 sélections entre 1920 et 1936. Le match commence comme dans un rêve : accumulant les montées des ailiers, les Nord-Irlandais sont les premiers à se montrer dangereux. Dès la sixième minute, ils trouvent la faille dans la défense argentine. Blanchflower transmet un ballon en retrait à Bingham, qui effectue un centre que Peter McParland reprend de la tête pour tromper le gardien argentin Amadeo Carrizo. Sans laisser le temps aux Argentins de se réorganiser, les Ulstermen continuent à presser mais ne parviennent pas à concrétiser les trois occasions qu'ils se procurent malgré une domination totale lors des trente premières minutes. Après la demi-heure de jeu, les Nord-Irlandais commencent à perdre le fil de la rencontre. Leur domination s'estompe. Sur un débordement argentin sur le côté gauche, Dick Keith touche la balle de la main et l'arbitre accorde un penalty aux Argentins. Oreste Corbatta se charge de le transformer. C'est la 38e minute et le match a définitivement changé de cours. Il faut toute la maestria de Gregg pour éviter un score beaucoup plus lourd avant la mi-temps. La deuxième mi-temps est un long calvaire pour les hommes de Doherty. Ils semblent avoir totalement perdu le fil de la partie. Gregg sauve son camp sur une passe en retrait mal dosée par Blanchflower. À la 55e minute, Norberto Menéndez donne l'avantage à son pays. Quatre minutes plus tard, Ludovico Avio marque le troisième but de la tête sur un centre de Corbatta qui scelle le match.
Le lendemain, la presse nord-irlandaise s'en prend à Fay Coyle, dont la titularisation au cœur de l'attaque est un échec. Beaucoup, y compris au sein de l'équipe, pensent que Dougan aurait mérité de jouer cette deuxième rencontre. À l'opposé, Jimmy McIlroy et Peter McParland ont parfaitement tenu leur rang, alors que Harry Gregg a été « héroïque ».
Il reste un match, contre les champions du monde en titre, pour se qualifier pour les quarts de finale.
| Sélectionneur :   |
| Guillermo Stábile |

| Sélectionneur : |
| Peter Doherty   |

| Sélectionneur :   |
| Guillermo Stábile |

| Sélectionneur : |
| Peter Doherty   |

#### Troisième match: Allemagne de l'Ouest
Le match contre l'Allemagne de l'Ouest est programmé pour le 15 juin 1958 au Malmö Stadion à Malmö. Avant ce match l'équipe d'Irlande du Nord se présente avec deux points pour une victoire contre la Tchécoslovaquie et une défaite contre l'Argentine. De leur côté, les Allemands ont trois points avec une victoire 3-1 lors de leur premier match contre l'Argentine puis un match nul 2-2 contre la Tchécoslovaquie. Les Allemands ont seulement besoin d'un match nul pour se qualifier pour les quarts de finale. Les Irlandais, eux, ne sont plus totalement maîtres de leur destin. Une victoire les mettrait en position favorable, mais ils doivent attendre le résultat du match entre la Tchécoslovaquie et l'Argentine pour connaître la suite de la compétition.
Pour l'organisation de son équipe, Peter Doherty n'a toujours pas réussi à trouver la bonne formule pour le remplacement de Simpson au poste d'avant-centre. Après avoir essayé Dougan lors du premier match, puis l'échec Fay Coyle, les sélectionneurs sont dans l'embarras. Leurs yeux se portent vers Tommy Casey, habituel milieu de terrain de Newcastle United. Casey était d'ailleurs le premier choix de Doherty pour le match contre l'Argentine, mais il avait du faire machine arrière devant les avis des autres membres du comité de sélection.
Le match se déroule le 15 juin 1958 au Malmö Stadion de Malmö soit à 140 kilomètres du camp de base de Tylösand. Le déplacement se fait par autocar. Près de 10 000 supporters allemands sont attendus. Le stade est tout neuf puisqu'il a été construit pour la compétition.
Le début du match est un cauchemar pour les Nord-Irlandais. Dès la cinquième minute, Harry Gregg se tord la cheville. Comme aucun remplacement n'est possible pendant un match pendant la Coupe du monde, Gregg est obligé de rester sur le terrain. Il demande à Morgan de bander fortement la cheville blessée par-dessus la chaussure pour être sûr que rien ne bouge plus et continue à tenir sa place. Si à ce moment-là les Allemands pensent que cette blessure va jouer en leur faveur, ils se trompent lourdement, Gregg régnant en maître sur sa surface de réparation. Il arrête successivement deux tentatives d'Uwe Seeler. Ces performances redonnent du courage aux joueurs de terrain et une nouvelle fois l'espoir renaît par les ailes. Bingham et McParland multiplient les débordements et se jouent des arrières latéraux allemands. À la 18e minute de jeu, Tommy Casey récupère la balle dans les pieds de Erich Juskowiak et la transmet à Billy Bingham. Le centre de l'ailier oblige le gardien allemand à sortir vers Cush, mais le ballon arrive à McIlroy, qui le pousse vers McParland, lequel marque imparablement. Les cinq membres de l'attaque irlandaise ont touché le ballon sur cette action. L'Irlande du Nord mène 1 à 0. Malheureusement, Casey se blesse sur l'action : il subit une torsion de la cheville et une belle entaille sur la jambe droite qui nécessitera quatre points de suture. Il est obligé de quitter momentanément le terrain pour se faire soigner. Alors que l'Irlande du Nord évolue à 10 sur le terrain, les Allemands en profitent pour égaliser : Helmut Rahn marque d'un très beau ballon-piqué.
Lors de la mi-temps, Doherty demande à tous ses joueurs de changer de chaussures pour avoir une meilleure adhérence, mais il n'envisage aucun changement tactique. La deuxième mi-temps commence sous les meilleurs auspices. La grande mobilité des attaquants gène énormément la défense allemande. Les quatre attaquants — Bingham/McIlroy sur le côté droit et Cush/McParland sur le côté gauche — permutent régulièrement. À la 15e minute de la deuxième mi-temps, les Ulstermen prennent l'avantage. Un long corner de Cush, repris de la tête par McIlroy, arrive dans les pieds de Peter McParland, qui fait de nouveau trembler les filets allemands. L'équipe allemande se lance alors à l'assaut des cages nord-irlandaises, car une défaite conjuguée à une victoire argentine les éliminerait de la compétition. L'arbitre portugais refuse un but aux Allemands pour une faute, ce qui accentue encore l'angoisse de l'élimination. Ils se mettent à jouer « à l'anglaise » en balançant de grands ballons vers la surface adverse. À 10 minutes de la fin du match, les Irlandais craquent : un ballon en profondeur arrive à Uwe Seeler, qui contrôle la balle et tire en force pour battre Harry Gregg, jusqu'ici très efficace. Cette égalisation les qualifie pour les quarts de finale. Les Allemands pensent alors davantage à conserver ce résultat qu'à tenter d'aller chercher la victoire. Ils deviennent plus passifs et laissent quelques espoirs aux hommes de Doherty, qui se procurent deux franches occasions de but dans les derniers instants du match. La rencontre se termine par un match nul 2-2, et donc sur un partage des points.
La grande surprise vient du résultat de l'autre match du groupe qui se déroule au même instant à Helsingborg. La Tchécoslovaquie bat sèchement l'Argentine sur le score de 6 buts à 1. L'Argentine est éliminée et l'Irlande du Nord et la Tchécoslovaquie sont donc ex æquo à la deuxième place. Un match d'appui est organisé pour les départager.
| Sélectionneur : |
| Josef Herberger |

| Sélectionneur : |
| Peter Doherty   |

| Sélectionneur : |
| Josef Herberger |

| Sélectionneur : |
| Peter Doherty   |

#### Classement du premier tour
Le classement des poules du premier tour de la Coupe du monde 1958 se fait grâce à l'attribution de points en fonction des résultats des matchs. Une victoire vaut deux points, un match nul, un, et une défaite, zéro. La différence de buts est utilisée comme second critère pour départager les équipes à une exception près : lorsque deux équipes sont à égalité de points à la deuxième place qualificative du groupe, elles disputent entre elles un match d'appui. On ne tient donc pas compte des buts marqués et des buts encaissés.
Avec une victoire et deux matchs nuls, l'Allemagne de l'Ouest termine à la première place de la poule et se qualifie pour les quarts de finale de la compétition. L'Irlande du Nord et la Tchécoslovaquie obtiennent toutes les deux une victoire, un match nul et une défaite. Elles terminent ex æquo avec trois points même si les Tchécoslovaques ont marqué deux fois plus de buts que les Nord-Irlandais. L'Argentine, avec une victoire et deux défaites, termine à la dernière place avec deux points et est éliminée.
|   | Équipe               | Pts | J | G | N | P | Bp | Bc | Diff |
| 1 | Allemagne de l'Ouest | 4   | 3 | 1 | 2 | 0 | 7  | 5  | +2   |
| 2 | Irlande du Nord      | 3   | 3 | 1 | 1 | 1 | 4  | 5  | -1   |
| 3 | Tchécoslovaquie      | 3   | 3 | 1 | 1 | 1 | 8  | 4  | +4   |
| 4 | Argentine            | 2   | 3 | 1 | 0 | 2 | 5  | 10 | -5   |

| 1 | 8 juin 1958  | Irlande du Nord      | 1-0 | Tchécoslovaquie      |
| 2 | 8 juin 1958  | Allemagne de l'Ouest | 3-1 | Argentine            |
| 3 | 11 juin 1958 | Argentine            | 3-1 | Irlande du Nord      |
| 4 | 11 juin 1958 | Tchécoslovaquie      | 2-2 | Allemagne de l'Ouest |
| 5 | 15 juin 1958 | Irlande du Nord      | 2-2 | Allemagne de l'Ouest |
| 6 | 15 juin 1958 | Tchécoslovaquie      | 6-1 | Argentine            |

#### Match d'appui: Tchécoslovaquie
Trois matchs d'appui sont organisés le 17 juin 1958 au terme du premier tour de la Coupe du monde. Celui entre l'Irlande du Nord et la Tchécoslovaquie se déroule au Malmö Stadion de Malmö. Ce match a lieu dans un cadre réglementaire particulier. Autant le goal average n'a pas été pris en compte pour déterminer le classement de la poule, autant il intervient ici comme un point essentiel pour la qualification. La Tchécoslovaquie compte une moyenne de deux buts par match et l'Irlande du Nord seulement 0,8. En cas de match nul au terme des prolongations, la victoire sera donnée aux Tchécoslovaques. L'Irlande du Nord doit donc impérativement remporter la rencontre pour se qualifier pour les quarts de finale.
Deux jours seulement séparent le dernier match de poule de cette rencontre éliminatoire. Peter Doherty et son équipe doivent donc gérer les blessures de Tommy Casey et de Harry Gregg survenues au cours du match contre l'Allemagne de l'Ouest. Ce délai est bien trop court pour que les deux joueurs puissent se soigner correctement. Pour Gregg, le remplaçant est vite trouvé puisqu'un seul gardien figure dans la liste des remplaçants, Norman Uprichard. Il est donc titularisé. Pour le cas de Casey, le comité de sélection se retrouve obligé de changer encore une fois de joueur à ce poste d'avant-centre. Après Dougan, Coyle et donc Casey, il ne reste plus beaucoup de possibilités. Les regards se portent donc sur Jackie Scott, l'ailier gauche de Grimsby Town. Il porte le numéro 9 de l'avant-centre au commencement du match, mais c'est Peter McParland qui tient effectivement ce rôle sur le terrain. De leur côté, les Tchécoslovaques aussi ont des blessures à gérer. Deux de leurs joueurs ont dû retourner à Prague et ont été remplacés, et huit autres souffrent de blessures à des degrés divers. Cinq changements ont lieu par rapport au premier match, une semaine plus tôt.
Les deux équipes commencent le match avec retenue, refusant de se livrer. Les premières occasions de but ne tardent cependant pas à arriver, la première étant à mettre au crédit de McParland. Mais au cours des 10 premières minutes, rien ne se déroule comme Doherty l'avait prévu, même si les Tchécoslovaques donnent l'impression de laisser l'initiative de l'attaque aux Ulstermen. Sur un dégagement, les Tchécoslovaques pressent sur le but de l'Irlande du Nord et lorsque Norman Uprichard s'approche pour récupérer le ballon, il glisse et se tord la cheville droite, la même blessure que celle de Gregg lors du match précédent. Alors que les Irlandais maintiennent leur domination, les Tchécoslovaques marquent sur une action paraissant pourtant peu dangereuse. Sur un centre haut de Ján Popluhár, Dick Keith semble pouvoir récupérer le ballon, mais il est bousculé par Jaroslav Borovička. Le ballon arrive alors sur Zdeněk Zikán, qui trompe Uprichard d'un coup de tête. Les Tchécoslovaques ouvrent le score contre le cours du jeu.
Les Irlandais ne cèdent pas à la panique et continuent leurs attaques en respectant les consignes de Doherty. Emmenés par un Danny Blanchflower dominateur au milieu de terrain, ils accentuent leur pression sur le but tchécoslovaque. À la dernière minute de la première mi-temps, Billy Bingham déborde une nouvelle fois sur l'aile droite et s'enfonce dans la défense adverse. Il trouve Wilbur Cush, qui tire au but. Le ballon est repoussé à deux reprises par Břetislav Dolejší avant qu'il parvienne à Peter McParland qui ne rate pas l'occasion de marquer. Au retour aux vestiaires, l'Irlande du Nord est revenue à égalité.
La deuxième mi-temps voit les Nord-Irlandais rester dominateurs. Leur façon de jouer est caractérisée par leur volonté de continuer à se porter à l'attaque, la marque de fabrique de leur entraîneur Doherty, mais également par leur volonté de faire que le jeu se passe aussi loin que possible de leur gardien de but bien diminué. Bertie Peacock s'impose au milieu de terrain, marquant ses adversaires par sa maîtrise et sa force de caractère. En voulant protéger son gardien de la pression exercée par Zikán, il se blesse gravement à un genou et passe l'essentiel du reste de la rencontre plus spectateur du match que véritable participant au jeu. Quasiment réduits à neuf joueurs, les Ulstermen dominent pourtant la fin de rencontre. En effet, les Tchécoslovaques leur laissent l'initiative puisqu'ils sont virtuellement qualifiés en cas de match nul. Dans le dernier quart d'heure, Scott, puis McParland, ratent deux occasions de but.
Les prolongations débutent par une attaque-défense menée par les Irlandais. Les Tchécoslovaques laissent leurs adversaires s'épuiser à l'attaque. Après 10 minutes de jeu, l'Irlande du Nord obtient un coup-franc sur le côté droit. Blanchflower et ses coéquipiers décident de mettre en action une tactique maintes fois répétée à l'entraînement. Il frappe en direction de McParland qui reprend de volée avec son pied droit et catapulte le ballon au fond des filets tchécoslovaques. Il vient de marquer son cinquième but en quatre matchs. Il reste 20 minutes à tenir pour se qualifier. Pour les Tchécoslovaques, ce deuxième but est un coup dévastateur dont ils ne se relèveront pas. De plus, ils se retrouvent à 10 lorsque l'arbitre exclut Titus Buberník, qui vient de lui cracher dessus. La deuxième période des prolongations est à sens unique. L'Irlande du Nord n'est jamais en danger et est même à deux doigts d'ajouter un troisième but par Peacock, l'homme du match pour les observateurs, mais celui-ci est annulé pour un hors-jeu de Jackie Scott. Les dernières secondes sont éprouvantes mais le coup de sifflet final libère le banc de touche, les officiels et les journalistes nord-irlandais présents dans le stade. De retour aux vestiaires, Peter Doherty s'adresse à ses joueurs en ces termes : « Well done, boys, you were magnificent ».
L'équipe d'Irlande du Nord se qualifie pour les quarts de finale de la Coupe du monde où elle a rendez-vous avec l'équipe de France.
| Sélectionneur : |
| Peter Doherty   |

| Sélectionneur : |
| Karel Kolský    |

| Sélectionneur : |
| Peter Doherty   |

| Sélectionneur : |
| Karel Kolský    |

### Quarts de finale

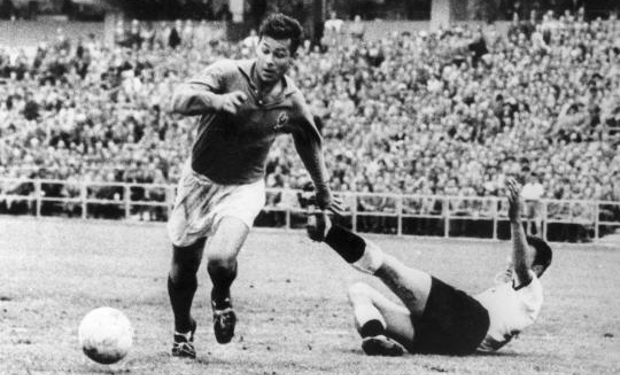
Just Fontaine auteur de deux buts contre l'Irlande du Nord.

L'Irlande du Nord n'a que deux jours pour préparer son quart de finale. À cause du match d'appui, elle doit disputer trois matchs en cinq jours : le dernier match de poule le 15 juin, le match d'appui le 17 et le quart de finale le 19. Elle doit affronter la France, première du groupe 2, à l'Idrottsparken de Norrköping.
Au terme du match contre la Tchécoslovaquie, la délégation nord-irlandaise n'a pas pu rentrer directement vers son camp de base. Il a fallu attendre qu'Uprichard sorte de l'hôpital, où il passait des examens. C'est donc au petit matin que l'équipe rallie Tylösand. Cela reflète bien une certaine désorganisation et un manque de professionnalisme de l'IFA dans la gestion de la compétition : rien n'a été pensé au-delà du premier tour. Plutôt que de rester sur place à Malmö et de partir vers Norrköping de là, la fédération a préféré rentrer vers Halmstad, multipliant ainsi les kilomètres en autocar et empêchant les joueurs d'avoir une récupération minimum. Le docteur George Scarlett prodigue ses soins dans le car. Six joueurs ont terminé le match blessés, les autres sont au mieux épuisés, et aucun n'aura de repos avant le quart de finale car à peine arrivé à Tylösand que déjà s'organise le voyage vers Norrköping, 355 kilomètres plus au nord.
Pour Doherty, cette fois-ci pas de casse-tête pour la composition de l'équipe. Par la force des choses et même s'il n'a pas pleinement récupéré de sa blessure, Harry Gregg reprend sa place dans les buts. Jackie Scott, qui n'a pas démérité au centre de l'attaque, conserve son poste. Reste à trouver un remplaçant pour Bertie Peacock. La solution trouvée par les sélectionneurs est de replacer au milieu de terrain Wilbur Cush, Tommy Casey prenant sa place en attaque. À aucun moment l'IFA n'a songé à faire appel à des remplaçants depuis Belfast alors que depuis Billy Simpson, dès l'arrivée en Suède, les blessures s'accumulent.
Face à toutes ces difficultés, la plus grande force de l'équipe semble être les capacités de meneur d'hommes de Peter Doherty. Pour Jean Snella, l'entraîneur adjoint de l'équipe de France, « les Irlandais ont un « fighting spirit » qui déplacerait des montagnes ». Mais ce n'est pas une équipe au meilleur de sa forme qui se présente le 19 juin face à la France. Blanchflower déclare peu avant la rencontre : « Les garçons peuvent gagner. Ils ont fait des miracles, mais le corps humain ne peut supporter qu'une certaine dose de punition ». Le principal objectif des Irlandais en entrant sur le terrain est de tout tenter pour stopper les attaquants français Just Fontaine, meilleur buteur de la compétition, Raymond Kopa et Roger Piantoni. La perte de Peacock est à ce titre un grand désavantage.
Le match est à sens unique. L'Irlande du Nord n'a plus les capacités physiques pour pratiquer son jeu d'attaque habituel. À part un frisson qui parcourt la défense française quand Jackie Scott est bousculé dans la surface de réparation sans que l'arbitre espagnol ne bronche, la tendance est claire. Les Français ont le contrôle de la balle et ses individualités font la différence. Les Irlandais n'ont que leur énergie à leur opposer. Harry Gregg multiplie les exploits et maintient ses coéquipiers dans le match. Ce sont même les hommes de Doherty qui se procurent le plus d'occasions lors de la première mi-temps, par Casey, McIlroy ou Bingham, mais la défense française, très mobile, tient bon. Comme souvent, ne pas convertir ses occasions en but est synonyme de danger. Une minute avant la mi-temps, la balle arrive à Maryan Wisniewski qui trompe Gregg depuis l'angle de la surface de réparation et ouvre la marque. Les Irlandais encaissent le but au plus mauvais moment, juste avant de rentrer aux vestiaires.
Quand la deuxième mi-temps reprend, les Irlandais se lancent dans une série d'attaques. Billy Bingham se lance éperdument à l'offensive. Jimmy McIlroy rate de peu le cadre. Mais à la 55e minute, Wisnieski récupère le ballon près du poteau de corner nord-irlandais, passe à Armand Penverne, qui centre vers Just Fontaine. Ce dernier bat Gregg, et la France mène deux buts à zéro. C'est le début d'un quart d'heure terrible pour les Irlandais : en 13 minutes, ils encaissent trois buts. À la 63e minute, Fontaine marque une deuxième fois à la suite d'une passe lumineuse de Raymond Kopa. À la 68e minute, c'est Roger Piantoni qui clôt la marque d'un maître tir après avoir intercepté une passe de Blanchflower. En treize minutes, les Ulstermen se sont effondrés et sont définitivement éliminés. Dans les vingt dernières minutes, ils se créent tout de même quelques occasions, marquant même par McIlroy, mais le but est refusé pour hors-jeu.
| Sélectionneur : |
| Albert Batteux  |

| Sélectionneur : |
| Peter Doherty   |

| Sélectionneur : |
| Albert Batteux  |

| Sélectionneur : |
| Peter Doherty   |

L'équipe d'Irlande du Nord est donc éliminée en quart de finale par la France sur le score sans appel de quatre buts à zéro. Le score final ne reflète pas totalement la véritable physionomie de la rencontre mais met en évidence l'écart physique qui s'est creusé tout au long du match entre les deux équipes. L'Irlande du Nord a payé cher l'enchaînement des matchs, les blessures, son manque de forces parmi les remplaçants et un certain amateurisme dans la gestion de la compétition par la fédération.

## Héritage
L'épopée nord-irlandaise en Suède a suscité beaucoup d'émotions à Belfast, engendré beaucoup d'espoirs et de déception et est devenue une histoire à laquelle le monde du sport nord-irlandais aime faire référence.

### Une réussite sportive sans lendemain
La performance de l'équipe nord-irlandaise a été saluée par le monde du football présent à la Coupe du monde. Après avoir éliminé le Portugal et l'Italie, l'équipe fait figure de Petit Poucet européen dans la compétition. Son acharnement, son savoir-faire tactique, sa qualification pour les quarts de finale et l'extrême qualité de certains de ses joueurs ont captivé les observateurs.
Peter McParland, avec ses cinq buts en autant de matchs, termine à la troisième place des buteurs. Harry Gregg est considéré comme le meilleur gardien de la compétition par la presse locale. Danny Blanchflower ne rentre pas avec ses coéquipiers en Irlande du Nord car il est invité à représenter son pays jusqu'au terme de la compétition. Une fois la Coupe du monde terminée, la presse présente sur place se réunit et choisit de proposer une équipe type de la compétition. Le magazine français France Football publie cette équipe dans laquelle Gregg est choisi comme gardien de but et Blanchflower figure au milieu de terrain. Outre les deux Nord-Irlandais, l'équipe est composée de cinq Brésiliens — vainqueurs de la compétition —, deux Français (troisièmes) et deux Suédois (finalistes). Ces nominations démontrent la forte impression qu'ont fait les Ulstermen en Suède,. Au-delà des performances individuelles, c'est bien le travail d'équipe et sa cohésion qui ont frappé les esprits. Cela est à mettre au crédit de Peter Doherty.
Malgré l'exploit de l'Irlande du Nord durant la Coupe du monde, l'avenir de l'équipe n'est pas forcément brillant. Dès l'automne, l'équipe reprend le cours de son histoire. Elle s'impose dans le British Home Championship disputé lors de la saison 1958-1959, ex æquo avec l'Angleterre, mais termine à la dernière place en perdant tous ses matchs lors de l'édition suivante. Elle échoue systématiquement à se qualifier pour les Coupes du monde suivantes. Une partie des joueurs qui composent l'équipe lors de la Coupe du monde n'ont plus jamais été appelés en sélection, comme Fay Coyle, Jackie Scott et Sammy McCrory. Ce dernier est d'ailleurs le seul avec le blessé Billy Simpson à ne pas avoir joué en Suède. Comme Tommy Casey et Norman Uprichard, Simpson connaît sa dernière sélection à l'automne 1958. Après la Coupe du monde suivante en 1962 au Chili, seuls trois joueurs sont encore internationaux, Dougan, Bingham et McIlroy.
Dans l'encadrement, les choses sont plus dramatiques puisque Gerry Morgan meurt subitement à Belfast au printemps 1959. Les plus grands noms du football nord-irlandais sont présents à ses funérailles.
Peter Doherty donne sa démission le 18 avril 1962 après une lourde défaite contre le pays de Galles. C'est Danny Blanchflower qui prend temporairement sa succession avant que Bertie Peacock ne devienne le sélectionneur officiel jusqu'en 1967.
La performance de l'équipe n'aura pas de succession avant la Coupe du monde 1982, compétition à laquelle l'Irlande du Nord se qualifie. Le lien entre ces deux équipes est Billy Bingham, attaquant de 1958 et sélectionneur de 1982. Là encore, l'équipe est une des surprises de la compétition, en terminant à la première place de son groupe après avoir battu le pays hôte, l'Espagne, puis retrouvé la France lors du deuxième tour.

### Un mythe qui perdure
L'émergence de George Best en tant que star du football national va finalement capter l'attention totale des médias et des supporters, au point de faire passer la réussite des footballeurs nord-irlandais lors de la Coupe du monde de football 1958 au second plan. Même s'il n'a pas de résultats probants avec l'équipe nationale, la flamboyance de Best avec son club de Manchester United et ses frasques hors du terrain vont faire tomber l'équipe de 1958 petit à petit dans l'oubli. C'est paradoxalement une autre épopée, celle de 1982, qui va réveiller le souvenir de 1958. La présence dans l'encadrement de l'équipe de Billy Bingham et de son assistant Bertie Peacock, tous deux joueurs en 1958, y est évidemment pour beaucoup. Ce souvenir prendra encore plus d'importance avec la qualification quatre ans plus tard pour la Coupe du monde de football 1986.
La réussite des footballeurs nord-irlandais à la Coupe du monde 1958 ressemble en de nombreux points à celle de l'équipe de France, son adversaire en quart de finale. Avant de se retrouver au deuxième tour de la Coupe du monde 1982, les deux sélections ont connu une longue traversée du désert sans participation à une Coupe du monde, de 1958 à 1982 pour l'Irlande du Nord et de 1966 à 1978 pour la France. Les deux pays ont également survécu dans le souvenir des anciennes gloires du football jusqu'à l'arrivée d'une nouvelle génération dans les années 1980.
En 2015, un documentaire est produit pour raconter l'épopée nord-irlandaise : Spirit of '58. Le film est projeté lors du Belfast Film Festival. Il propose, outre des images d'archives, des extraits de matchs et des interviews des cinq joueurs encore vivants à cette date, Billy Bingham, Peter McParland, Jimmy McIlroy, Harry Gregg et Billy Simpson.
La qualification de l'équipe d'Irlande du Nord de football pour le championnat d'Europe de football 2016 a permis de rappeler l'histoire de cette équipe, « le conte de fée de 1958 » ayant repris sa place dans l'imaginaire collectif des habitants de l'Irlande du Nord.